# Lijst van voetbalinterlands El Salvador - Trinidad en Tobago
Deze lijst van voetbalinterlands is een overzicht van alle officiële voetbalwedstrijden tussen de nationale teams van El Salvador en Trinidad en Tobago. De landen speelden tot op heden dertien keer tegen elkaar. De eerste ontmoeting, een kwalificatiewedstrijd voor het Wereldkampioenschap voetbal 1990, werd gespeeld in Port of Spain op 30 juli 1989. Het laatste duel, een groepswedstrijd tijdens de CONCACAF Nations League 2023/24, vond plaats op 10 september 2023 in San Salvador.

## Wedstrijden
| №  | Plaats          | Datum             | Competitie                      | Wedstrijd                        | Uitslag |
| -- | --------------- | ----------------- | ------------------------------- | -------------------------------- | ------- |
| 1  | Port of Spain   | 30 juli 1989      | WK 1990 kwalificatie            | Trinidad en Tobago – El Salvador | 2 – 0   |
| 2  | Tegucigalpa     | 13 augustus 1989  | WK 1990 kwalificatie            | El Salvador – Trinidad en Tobago | 0 – 0   |
| 3  | Anaheim         | 10 januari 1996   | CONCACAF Gold Cup 1996          | Trinidad en Tobago – El Salvador | 2 – 3   |
| 4  | San Salvador    | 21 januari 1998   | Vriendschappelijk               | El Salvador – Trinidad en Tobago | 2 – 0   |
| 5  | Carson          | 7 juni 2007       | CONCACAF Gold Cup 2007          | El Salvador – Trinidad en Tobago | 2 – 1   |
| 6  | San Salvador    | 17 oktober 2007   | Vriendschappelijk               | El Salvador – Trinidad en Tobago | 0 – 0   |
| 7  | Macoya          | 19 maart 2008     | Vriendschappelijk               | Trinidad en Tobago – El Salvador | 1 – 0   |
| 8  | Washington D.C. | 14 augustus 2008  | Vriendschappelijk               | Trinidad en Tobago – El Salvador | 3 – 1   |
| 9  | San Salvador    | 11 februari 2009  | WK 2010 kwalificatie            | El Salvador – Trinidad en Tobago | 2 – 2   |
| 10 | Port of Spain   | 12 augustus 2009  | WK 2010 kwalificatie            | Trinidad en Tobago – El Salvador | 1 – 0   |
| 11 | Harrison        | 8 juli 2013       | CONCACAF Gold Cup 2013          | El Salvador − Trinidad en Tobago | 2 − 2   |
| 12 | Frisco          | 14 juli 2021      | CONCACAF Gold Cup 2021          | Trinidad en Tobago − El Salvador | 0 − 2   |
| 13 | San Salvador    | 10 september 2023 | CONCACAF Nations League 2023/24 | El Salvador − Trinidad en Tobago | 2 − 3   |

## Samenvatting
| Competitie              | Totaal gespeeld | Winst El Salvador | Gelijk | Winst Trinidad en T. | Doelsaldo El Salvador – Trinidad en T. |
| ----------------------- | --------------- | ----------------- | ------ | -------------------- | -------------------------------------- |
| WK-kwalificatie         | 4               | 0                 | 2      | 2                    | 2 − 5                                  |
| CONCACAF Gold Cup       | 4               | 3                 | 1      | 0                    | 9 − 5                                  |
| CONCACAF Nations League | 1               | 0                 | 0      | 1                    | 2 − 3                                  |
| Vriendschappelijk       | 4               | 1                 | 1      | 2                    | 3 − 4                                  |
| Totaal                  | 13              | 4                 | 4      | 5                    | 16 − 17                                |

Wedstrijden bepaald door strafschoppen worden, in lijn met de FIFA, als een gelijkspel gerekend.

## Details

### Achtste ontmoeting
| Vriendschappelijk (Washington D.C., Verenigde Staten, 14 augustus 2008): |       |                       |
| Trinidad en Tobago                                                       | 3 – 1 | El Salvador           |
| Cornell Glen 18' Anthony Wolfe 75' Cornell Glen 80'                      | goals | 31' Cristian Castillo |

### Elfde ontmoeting
| CONCACAF Gold Cup 2013 (Harrison, Verenigde Staten, 8 juli 2013): |              | |
| El Salvador | 2 – 2        | Trinidad en Tobago |
| Rodolfo Zelaya 22' Rodolfo Zelaya 69' | goals        | 11' Keon Daniel 73' Kenwyne Jones |
| Agustín Castillo | bondscoach   | Stephen Hart |
| Dagoberto Portillo Xavier Garcia Víctor Turcios Steve Purdy 88' Marcelo Alejandro Posadas Osael Romero Darwin Ceren Richard Menjivar Rodolfo Zelaya Rafael Burgos 80' Dustin Corea 62'                      | opstellingen | Jan Michael Williams Justin Hoyte 85' Carlyle Mitchell Seon Power Joevin Jones Densill Theobald Khaleem Hyland 85' Keon Daniel 71' Kevon Carter Carlos Edwards Kenwyne Jones |
| Andrés Flores 62' Léster Blanco 80' Mardoqueo Henríquez 88' Benji Villalobos Derby Carrillo José Miguel Granadino Alexander Larin Kevin Santamaria Darwin Bonilla Gerson Mayen Josué Flores Nestor Renderos | wissels      | 71' Darryl Roberts 85' Daneil Cyrus 85' Jamal Gay Cleon John Aubrey David Curtis Gonzales Radanfah Abu Bakr Christopher Birchall Kevin Molino Andre Boucaud                  |
| | gele kaarten | 58' Kenwyne Jones |

FSF · A-internationals · Selecties · Bondscoaches · Statistieken · Salvadoraans vrouwenelftal ·  
Olympisch elftal · El Salvador U21 · El Salvador U19 · El Salvador U17
1920 – 1929 · 
1930 – 1939 · 
1940 – 1949 · 
1950 – 1959 · 
1960 – 1969 · 
1970 – 1979 · 
1980 – 1989 · 
1990 – 1999 · 
2000 – 2009 · 
2010 – 2019 ·
2020 − 2029
Gold Cup 1991 · 
Gold Cup 1993 · 
Gold Cup 1996 · 
Gold Cup 1998 · 
Gold Cup 2000 · 
Gold Cup 2002 · 
Gold Cup 2003 · 
Gold Cup 2005 · 
Gold Cup 2007 · 
Gold Cup 2009 · 
Gold Cup 2011 · 
Gold Cup 2013
WK 1970 · 
WK 1982
OS 1968
1921 · 
1922–1927 · 
1928 · 
1929 · 
1930 · 
1931–1934 · 
1935 · 
1936–1937 · 
1938 · 
1939–1940 · 
1941 · 
1942 · 
1943 · 
1944–1945 · 
1946 · 
1947 · 
1948 · 
1949 · 
1950 · 
1951–1952 · 
1953 · 
1954 · 
1955 · 
1955–1960 · 
1961 · 
1962 · 
1963 · 
1964 · 
1965 · 
1966 · 
1967 · 
1968 · 
1969 · 
1970 · 
1971 · 
1972 · 
1973 · 
1974 · 
1975 · 
1976 · 
1977 · 
1978 · 
1979 · 
1980 · 
1981 · 
1982 · 
1983 · 
1984 · 
1985 · 
1986 · 
1987 · 
1988 · 
1989 · 
1990 · 
1991 · 
1992 · 
1993 · 
1994 · 
1995 · 
1996 · 
1997 · 
1998 · 
1999 · 
2000 · 
2000 · 
2001 · 
2002 · 
2003 · 
2004 · 
2005 · 
2006 · 
2007 · 
2008 · 
2009 · 
2010 · 
2011 · 
2012 · 
2013 ·
2014 ·
2015 ·
2016 ·
2017 ·
2018 ·
2019 ·
2020 ·
2021 ·
2022 ·
2023
Amerikaanse Maagdeneilanden ·
Anguilla ·
Antigua en Barbuda ·
Argentinië ·
Armenië ·
Aruba ·
Barbados ·
België ·
Belize ·
Bermuda ·
Bolivia ·
Brazilië ·
Canada ·
Chili ·
China ·
Colombia ·
Costa Rica ·
Cuba ·
Curaçao ·
Dominicaanse Republiek ·
Ecuador ·
Estland ·
GOS ·
Grenada ·
Griekenland ·
Guatemala ·
Guyana ·
Haïti ·
Honduras ·
Hongarije ·
IJsland ·
Ivoorkust ·
Jamaica ·
Japan ·
Joegoslavië ·
Kaaimaneilanden ·
Mexico ·
Moldavië · 
Montserrat ·
Nederlandse Antillen ·
Nicaragua ·
Nieuw-Zeeland ·
Panama ·
Paraguay ·
Peru ·
Puerto Rico ·
Qatar ·
Rusland ·
Saint Kitts en Nevis ·
Saint Lucia ·
Saint Vincent en de Grenadines ·
Sovjet-Unie ·
Spanje ·
Suriname ·
Trinidad en Tobago ·
Venezuela ·
Verenigde Staten ·
Zuid-Korea
TTFF · A-internationals · Bondscoaches · Selecties · Statistieken · Olympisch elftal · Vrouwenelftal van Trinidad en Tobago · Trinidad U21 · Trinidad U19 · Trinidad U17
Gold Cup 1991 · 
Gold Cup 1993 · 
Gold Cup 1996 · 
Gold Cup 1998 · 
Gold Cup 2000 · 
Gold Cup 2002 · 
Gold Cup 2005 · 
Gold Cup 2007 · 
Gold Cup 2009 · 
Gold Cup 2011 · 
Gold Cup 2013
WK 2006
1934 · 
1935 · 
1936 · 
1937 · 
1938 · 
1939 · 
1940 · 
1941 · 
1942 · 
1943 · 
1944 · 
1945 · 
1946 · 
1947 · 
1948 · 
1949 · 
1950 · 
1951 · 
1952 · 
1953 · 
1954 · 
1955 · 
1956 · 
1957 · 
1958 · 
1959 · 
1960 · 
1961 · 
1962 · 
1963 · 
1964 · 
1965 · 
1966 · 
1967 · 
1968 · 
1969 · 
1970 · 
1971 · 
1972 · 
1973 · 
1974 · 
1975 · 
1976 · 
1977 · 
1978 · 
1979 · 
1980 · 
1981 · 
1982 · 
1983 · 
1984 · 
1985 · 
1986 · 
1987 · 
1988 · 
1989 · 
1990 · 
1991 · 
1992 · 
1993 · 
1994 · 
1995 · 
1996 · 
1997 · 
1998 · 
1999 · 
2000 · 
2001 · 
2002 · 
2003 · 
2004 · 
2005 · 
2006 · 
2007 · 
2008 · 
2009 · 
2010 · 
2011 · 
2012 · 
2013 · 
2014 ·
2015 ·
2016 ·
2017 ·
2018 ·
2019 ·
2020 ·
2021 ·
2022
Anguilla · 
Antigua en Barbuda ·
Argentinië ·
Azerbeidzjan · 
Bahama's ·
Bahrein · 
Barbados · 
Belize · 
Bermuda · 
Bolivia ·
Botswana · 
Britse Maagdeneilanden · 
Canada · 
Chili · 
China · 
Colombia · 
Costa Rica · 
Cuba · 
Curaçao · 
Dominicaanse Republiek ·
Ecuador ·
Egypte ·
El Salvador ·
Engeland ·
Estland ·
Finland ·
Grenada ·
Guatemala ·
Guyana ·
Haïti ·
Honduras ·
Ierland ·
IJsland ·
India ·
Irak ·
Iran ·
Jamaica ·
Japan ·
Jordanië ·
Kaaimaneilanden · 
Kenia · 
Koeweit ·
Marokko ·
Mexico ·
Montserrat ·
Nederlandse Antillen ·
Nicaragua ·
Nieuw-Zeeland ·
Noord-Ierland ·
Noorwegen · 
Oostenrijk · 
Panama ·
Paraguay ·
Peru ·
Puerto Rico ·
Roemenië ·
Saint Kitts en Nevis ·
Saint Lucia ·
Saint Vincent en de Grenadines ·
Saoedi-Arabië · 
Schotland ·
Slovenië ·
Suriname ·
Tadzjikistan ·
Taiwan ·
Thailand ·
Tsjechië · 
Uruguay · 
Venezuela · 
Verenigde Arabische Emiraten ·
Verenigde Staten ·
Wales · 
Zuid-Afrika ·
Zuid-Korea ·
Zweden
Engeland (2006) · 
Paraguay (2006) · 
Zweden (2006)